# Cedar Cove – Das Gesetz des Herzens
Cedar Cove – Das Gesetz des Herzens (Originaltitel: Cedar Cove) ist eine US-amerikanische Dramedy-Fernsehserie, die auf der im Original gleichnamigen Buchreihe der US-amerikanischen Autorin Debbie Macomber basiert. Es ist die erste eigenproduzierte Serie des Hallmark Channel und konzentriert sich auf das Amtsgericht der fiktiven Stadt Cedar Cove. Sie dreht sich dabei um Olivia Lockharts berufliches und persönliches Leben. Die Erstausstrahlung fand am 20. Juli 2013 statt. Die deutschsprachige Erstausstrahlung war am 18. März 2014 auf dem Bezahlfernsehsender Sat.1 emotions. Im Free-TV-Ausstrahlung sendet der deutsche Disney Channel die Serie seit dem 6. Januar 2015.
Bis September 2015 wurden in den USA drei Staffeln komplett gezeigt. Am 1. Dezember 2015 gab der Sender bekannt, dass die Serie abgesetzt wurde und es keine 4. Staffel geben wird.

## Handlung

### Staffel 1
Die Richterin Olivia Lockhardt muss in einem schwierigen Scheidungsfall zwischen dem Marineoffizier Ian und seiner Ehefrau Cecilia entscheiden. Da sie meist sehr zielstrebig ist, ist es ungewöhnlich, dass sie ihn um 90 Tage vertagt. Ihre Tochter Justine bekommt einen Heiratsantrag von ihrem Verlobten Warren Sagget, ist sich aber zu unsicher, ihn anzunehmen. Dies steigert sich vor allem, als ihr Exfreund Seth zurückkommt und es den Anschein hat, dass er wieder eine Beziehung mit ihr beginnen möchte. Justine erkennt, dass Warren korrupt ist und dass sie Seth liebt. Sie bricht die Beziehung mit Warren ab und beginnt von Neuem mit Seth. Der neue Chefredakteur des „Cedar Cove Chronicle“ Jack Griffith verliebt sich in Olivia und die beiden beginnen, trotz Schwierigkeiten, eine Beziehung. Cecilia sieht am Grab ihrer Tochter einen Teddybären liegen mit einer Halskette auf der „Daddy's Girl“ steht. Sie begreift, dass der Tod der nur wenige Tage alt gewordenen Tochter Allison Mary Ian doch mehr mitgenommen hat, als sie vermutet hat. Ian gesteht ihr, dass er sie immer noch liebt und Cecilia tut dasselbe. Olivia traut die beiden. Warren Sagget will den über 100 Jahre alten Leuchtturm, das Wahrzeichen der Stadt abreißen. Olivia findet jemanden, der 80 % des Geldes zahlen würde. Das ist Warren aber zu wenig und so zahlt sie die fehlenden 20 %, unter der Abmachung, dass niemand davon erfahren wird. Trotzdem ahnen ihre besten Freundin Grace Sherman und Jack von dem Deal.
Olivias Mutter, Charlotte, indes arbeitet ehrenamtlich in einem Krankenhaus und trifft einen alten Mann. Dieser kann sich fast nicht bewegen sowie überhaupt nicht mehr sprechen. Er gibt ihr jedoch einen Schlüssel. Bevor jemand herausfinden kann, wer er war, verstirbt er. Zwar weigert sich Olivia erst, ihrer Mutter zu helfen, als aber ihr Exmann Stan sich bereit erklärt, Charlotte zu helfen, gibt sie sich einen Ruck. Gemeinsam finden sie heraus, dass der Mann ein berühmter Countriesänger war. Charlotte kann seinen Sohn Cliff Harting aufspüren, der es zusammen mit Grace schafft, in der Kunstgalerie von Grace Tochter Maryellen die Bilder aufzuhängen. Auch zwischen Grace und Cliff entwickelt sich eine Beziehung. Im „Thyme and Tide“, dem Bed and Breakfast Cedar Coves wird ein Mann tot aufgefunden. Nachdem die Stadt alle möglichen Geschichten über seine seltsamen Wunden und den plötzlichen Tod zusammenspinnt, findet Jack mit dem Sheriff heraus, dass der Mann bei einem Herzinfarkt gestorben ist. Maryellen veranstaltet einen Kunstmarkt, zudem auch der Fotograf John Bowman, in den sie heimlich verliebt ist, kommt und sich ihr nach anfänglichen Schwierigkeiten öffnet und ihr sagt, dass er sie liebt. Sie findet heraus, dass er mehrere Jahre anstelle seines Bruders unschuldig im Gefängnis saß, da man glaubte, dass er ein Dealer sei. Erst viel später, nachdem seine Familie den Kontakt zu ihm abgebrochen hatte und sein Bruder mit einer Überdosis Heroin tot aufgefunden wird, kommt die Wahrheit ans Licht. Jack hatte Besuch von seinem Sohn Eric bekommen, der ihn mehrmals mit seiner früheren Alkoholsucht konfrontiert, provoziert und außerdem Geld gestohlen hatte. Nach einem heftigen Streit, in dem Jack ihn unkontrolliert als Bettler bezeichnet, weil er keinen Job annimmt, den Jack in besorgt hatte, räumt dieser sein Haus komplett auf und verlässt die Gegend mit einer Nachricht „Dieser Bettler hat seinen Weg gefunden“. Kurz darauf kommt die schwangere Shelly nach Cedar Cove. Olivia berät sie in Sachen, das Kind zur Adoption freizugeben, der Vater müsse aber einverstanden sein. Shelly stellt sich stur und möchte es auf jeden Fall zur Adoption freigeben. Dann stellt sich heraus, dass Eric der Vater ist. Er kommt zurück und sagt Shelly, dass er Fehler begangen hätte, die ihm sehr Leid täten, aber auch, dass das Kind für eine Adoption freigegeben werden soll. Shelly ignoriert dies und bleibt weiterhin trotzig. Nach einem Streit finden Olivia und Jack wieder zusammen. Seth möchte ein Restaurant kaufen und es zusammen mit Justine führen. Doch dann brennt es ab und da er das Geld an Warren schon bezahlt hat, gibt es kein Zurück mehr. Seth ist unglücklich und Justine überredet ihn, wieder auf See zu fahren, denn das sei sein Leben, kein Restaurant. Warren wird vom FBI verhaftet und angeklagt.

### Staffel 2
Die Anklage gegen Warren wird zurückgezogen. Warren beklagt sich ein wenig bei Moon darüber, dass er unschuldig angeklagt wurde. Moon sagt daraufhin, dass alle Taten auf einen zurückkämen und man sieht, dass Warren dies sehr zu denken gibt.
Im Krankenhaus sitzen Olivia, Jack, Bob, Eric und Grace und warten auf die Niederkunft von Shellys und Erics gemeinsamen Kind. Shelly möchte es immer noch zur Adoption freigeben, obwohl sie weiß, dass Eric dagegen ist. Das ist ihr jedoch egal, man kann mit beiden nicht reden. Olivia war das letzte Mal im Krankenhaus, als ihr Sohn Jordan ertrank und wird immer wieder mit dunklen Erinnerungen konfrontiert. Sie möchte trotzdem Eric und Shelly helfen. Als es dann so weit ist, nennen Shelly und Eric das Baby Adele Jordan und entscheiden, es gemeinsam zu versuchen.
Jack bietet Olivia mehrmals seinen Haustürschlüssel an, doch Olivia scheut eine zu enge Bindung, da sie nicht wieder verletzt werden will. Doch zum Schluss tauschen beide die Wohnungsschlüssel.
Grace entscheidet sich, das Haus zu verkaufen. Doch dann stellt sich heraus, dass eine Hypothek nie abbezahlt wurde. Da das Haus nun ihr gehört, muss sie dafür sorgen. Nach langem Hin und Her verklagt sie ihren Exmann. Als sie fast aufgeben will, hat Olivia noch eine Idee und lädt den Angeklagten auf ein Gespräch unter vier Augen ein. Dort droht sie ihm mit Gefängnis und Strafen, die tatsächlich eintreffen würden, wenn er die Hypothek nicht wie abgesprochen bezahlt. Er zahlt daraufhin.
Maryellen und John ziehen weg und Justine zieht zu Olivia, nachdem Seth wieder auf See geht. Beim Packen hilft ihr Cecilia. Durch sie und ihren Mann Ian lernt sie den Afghanistan-Veteranen Luke kennen und möchte ihm zu helfen. Doch als er jemanden zusammenschlägt, wird er verklagt. Wie sich herausstellt, hat er PTBS, eine posttraumatische Belastungsstörung. Die Anklage soll zurückgenommen werden, da taucht die Vizestaatsanwältin Rebecca auf und verlangt eine Anklage. Olivia kann nichts tun, um sie zu überzeugen, erst zum Schluss willigt die junge Frau, die außerdem mit Eric eine Beziehung anfängt, ein, dass er vor das Veteranengericht kommt. Beim Prozess trifft Jack seine Kollegin und zweite Exfrau Jeri wieder. Die beiden haben ein enges Verhältnis und Jeri schickt Jack zu seinem Jahrestag, er hat ein Jahr lang keinen Alkohol getrunken, eine Flasche Wodka, die im Müll landet. Olivia hat Angst, Jack zu verlieren. Jeri schickt einen großartigen Artikel Jacks an den Manager ihrer Zeitung und er wird sofort eingestellt und darf seine eigene Kolumne schreiben. Doch er ist immer wieder in Seattle, beI Jeri und beginnt sogar wieder zu trinken.
Eric, der inzwischen bei Warren Sagget einen Job bekommt, bekommt Besuch von seiner Tochter und seiner Freundin Shelly. Er versucht zwar, die Affäre mit Rebecca zu vertuschen, doch in seinem Bett findet Shelly ein Oberteil und trennt sich von Eric. Jack sagt sie, er könne immer kommen, wenn er aufhört zu trinken.
Eric bekommt ernsthafte Schwierigkeiten, da er bestimmte Verträge und Papiere unterschrieben hat, die ihn ins Gefängnis bringen könnten oder, so angedeutet, den Tod. Er ignoriert die Warnungen seines Vaters, meldet sich bei Warren auch nicht ab und ignorier auch die Warnungen Rebeccas. Diese hat nach der Trennung von Eric eine Beziehung mit Warren angefangen und hat die Papiere gefunden und erkannt, wie gefährlich sie für Eric sein können. So wird er schließlich entführt.
Luke indes macht Justine immer wieder an. Auch sie kann ihre Gefühle für ihn nicht verstecken und die beiden küssen sich. An einem Abend allein zu Hause nach einer Party wollen sie noch einen Kaffee trinken. Doch im Haus wartet Justines Verlobter Seth auf sie. Er weiß nichts von Luke und spricht mit ihm, erfährt aber erst später von Justine von dem Kuss.
Cecelia will wieder Kinder haben, doch Ian ist noch nicht bereit dazu. Nach einem Streit setzt sie die Pille ab. Als er das mitbekommt, sagt er ihr, er würde sich von ihr scheiden lassen und geht für sechs Monate auf einen Einsatz. Cecelia merkt, dass sie schwanger ist.
An einem Abend kommt Olivia nach Hause zu Jack und sieht erschrocken, dass er ein Glas, gefüllt mit einem alkoholischen Getränk, trinkt.

### Staffel 3
Staffel 3 dreht sich vor allem um Grace und ihre Hochzeit. Außerdem bekommt Jack ein Angebot als Chefredakteur einer Zeitung. Ein neuer Staatsanwalt namens Paul verliebt sich in Olivia. Maryellen nimmt den Heiratsantrag Johns an.

## Besetzung und Synchronisation
Die deutsche Synchronisation entsteht unter der Dialogregie von Beate Gerlach durch die Synchronfirma Antares Film GmbH in Berlin.
| Rollenname        | Schauspieler/in  | Synchronsprecher/in  |
| ----------------- | ---------------- | -------------------- |
| Olivia Lockhart   | Andie MacDowell  | Sabine Arnhold       |
| Jack Griffith     | Dylan Neal       | Peter Flechtner      |
| Grace Sherman     | Teryl Rothery    | Peggy Sander         |
| Justine Lockhart  | Sarah Smyth      | Shanti Chakraborty   |
| Seth Gunderson    | Corey Sevier     | Leonhard Mahlich     |
| Warren Saget      | Brennan Elliott  | Matthias Deutelmoser |
| Charlotte Jeffers | Paula Shaw       | Katharina Lopinski   |
| Bob Beldon        | Bruce Boxleitner | Joachim Tennstedt    |
| Peggy Beldon      | Barbara Niven    | Silke Matthias       |

## Ausstrahlung
Vereinigte Staaten
Die Erstausstrahlung der ersten Staffel war von 20. Juli bis zum 12. Oktober 2013 auf dem US-amerikanischen Sender Hallmark Channel zu sehen. Die zweite Staffel sendete der Sender vom 19. Juli bis zum 4. Oktober 2014. Die dritte und letzte Staffel wurde vom 18. Juli bis zum 26. September 2015 ausgestrahlt.
Deutschland
Die deutschsprachige Erstausstrahlung der ersten Staffel fand vom 18. März bis zum 10. Juni 2014 auf dem Bezahlfernsehsender Sat.1 emotions statt. Im Free-TV strahlt der Sender Disney Channel die Serie seit dem 6. Januar 2015 aus. Bei BibelTV wurde die Serie ab 5. März 2019 wieder ausgestrahlt. Seit November 2023 wir die Serie auf den Sender Serien+ auch ausgestrahlt.
International
In Großbritannien und Nordirland läuft die Serie seit dem 9. Februar 2014 auf dem Sender 5USA. In Griechenland läuft die Serie seit dem 4. Juni 2014 auf den Sendern NovaCinema 1 und NovaCinemaHD.